# Rosenlewin Urheilijat-38

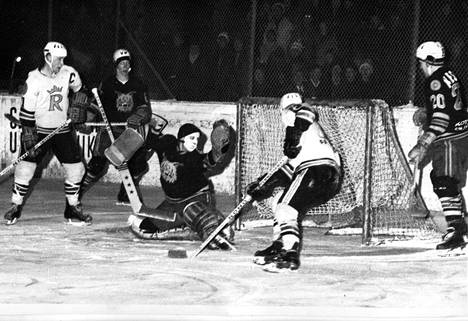
RU-38 spielt 1967 gegen Ilves Tampere

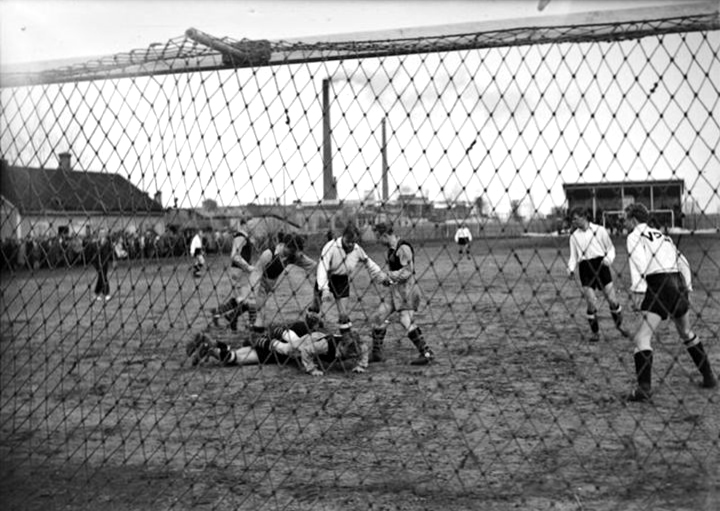
RU-38 gegen VPS Vaasa im Jahr 1951

Rosenlewin Urheilijat-38 (deutsch Athleten von Rosenlew 38) war ein Sportverein in Pori, Finnland. Es wurde 1938 von der Oy W. Rosenlew Ab gegründet. Der Verein war vor allem durch seine Fußball- und Eishockeyabteilungen bekannt. 1967 fusionierte RU-38 mit einem anderen örtlichen Verein, Karhut, und gründete den neuen Verein Ässät.
Die Athleten der RU-38 waren in der Regel Halbprofis. Sie hatten einen Job in den Fabriken des Unternehmens und konnten ihre Arbeitszeit für die Ausübung von Sportaktivitäten nutzen.

## Eishockeymannschaft
RU-38 stieg 1964 in die höchste Eishockeyliga, SM-sarja, auf. 1967 gewann der Club die finnische Meisterschaft. Die Eishockeymannschaft von RU-38 hatte einen kurzen Auftritt im britischen Spionagefilm Billion Dollar Brain, der teilweise in Finnland gedreht wurde.

## Fußballmannschaft
In den 1950er Jahren rekrutierte RU-38 mehrere Spieler der finnischen Fußballnationalmannschaft, darunter Aimo Sommarberg und Stig-Göran Myntti, und stieg 1958 in die höchste nationale Liga auf. In der nächsten Saison belegte das Team den zweiten Platz in der höchsten Liga. 1960 spielte RU-38 im finnischen Pokalfinale und verlor mit 1:3 gegen den Haka Valkeakoski.
Nach der Fusion von RU-38 mit Karhut im Jahr 1967 übernahm Ässät die Fußballmannschaft von RU-38.